# Luperina standfussi
Luperina standfussi är en fjärilsart som beskrevs av Wisk. 1894. Luperina standfussi ingår i släktet Luperina och familjen nattflyn. Inga underarter finns listade i Catalogue of Life.